# Аксаринское сельское поселение (Чувашия)
Аксаринское се́льское поселе́ние — упразднённое муниципальное образование в Мариинско-Посадском районе Чувашии Российской Федерации.
Административный центр — деревня Аксарино.

## История
Образовано Законом Чувашской Республики от 24 ноября 2004 года. 
Упразднено законом от 29 марта 2022 года в рамках преобразования муниципального района со всеми входившими в его состав поселениями путём их объединения в муниципальный округ.

## Население
| 2010 | 2012 | 2013 | 2014 | 2015 | 2016 | 2017 |
| ---- | ---- | ---- | ---- | ---- | ---- | ---- |
| 995  | ↘987 | ↘986 | ↘966 | ↘942 | ↘922 | ↘908 |
| 2018 | 2019 | 2020 | 2021 |      |      |      |
| ↘901 | ↘851 | ↘820 | ↘793 |      |      |      |

## Населённые пункты
В состав сельского поселения входили 6 населённых пунктов:
| № | Населённый пункт | Тип населённого пункта | Население |
| - | ---------------- | ---------------------- | --------- |
| 1 | Аксарино         | деревня                | ↗619      |
| 2 | Мертень          | деревня                | ↗15       |
| 3 | Нижеры           | деревня                | ↘44       |
| 4 | Сятракасы        | деревня                | ↗289      |
| 5 | Тузи             | деревня                | ↗25       |
| 6 | Щамалы           | деревня                | ↘51       |